# 1793 na ciência

## Nascimentos
| Data            | Nome            | Profissão            | Nacionalidade | Observações                   | Ref   |
| --------------- | --------------- | -------------------- | ------------- | ----------------------------- | ----- |
| 21 de fevereiro | William Hopkins | matemático e geólogo | Reino Unido   | m. 1866 Medalha Wollaston1850 | [ 1 ] |

## Mortes
| Data          | Nome        | Profissão | Nacionalidade         | Observações                 | Ref   |
| ------------- | ----------- | --------- | --------------------- | --------------------------- | ----- |
| 16 de outubro | John Hunter | cirurgião | Reino da Grã-Bretanha | n. 1728 Medalha Copley 1787 | [ 2 ] |